# São Martinho (kommun i Brasilien, Rio Grande do Sul)
São Martinho är en kommun i Brasilien.   Den ligger i delstaten Rio Grande do Sul, i den södra delen av landet, 1 500 km söder om huvudstaden Brasília. Antalet invånare är 5 773.
Trakten runt São Martinho består till största delen av jordbruksmark. Runt São Martinho är det ganska glesbefolkat, med 29 invånare per kvadratkilometer.